# Ділянка цілини в урочищі Гутисько
Діля́нка цілини́ в уро́чищі «Гу́тисько» — ботанічна пам'ятка природи місцевого значення в Україні. Розташована поблизу села Гутисько Тернопільського району Тернопільської області, в межах закарстованого схилу північної експозиції. 
Площа — 18 га. Оголошена об'єктом природно-заповідного фонду рішенням Тернопільської обласної ради від 26 лютого 1999 року № 50. Перебуває у віданні Підвисоцької сільради. 
Під охороною — лучно-степові фітоценози. Особливо цінні любка дволиста — рослина, занесена до Червоної книги України, та інші види флори, що мають наукове, пізнавальне та естетичне значення. Місце оселення корисної ентомофауни.